# ニコラ・バーマン

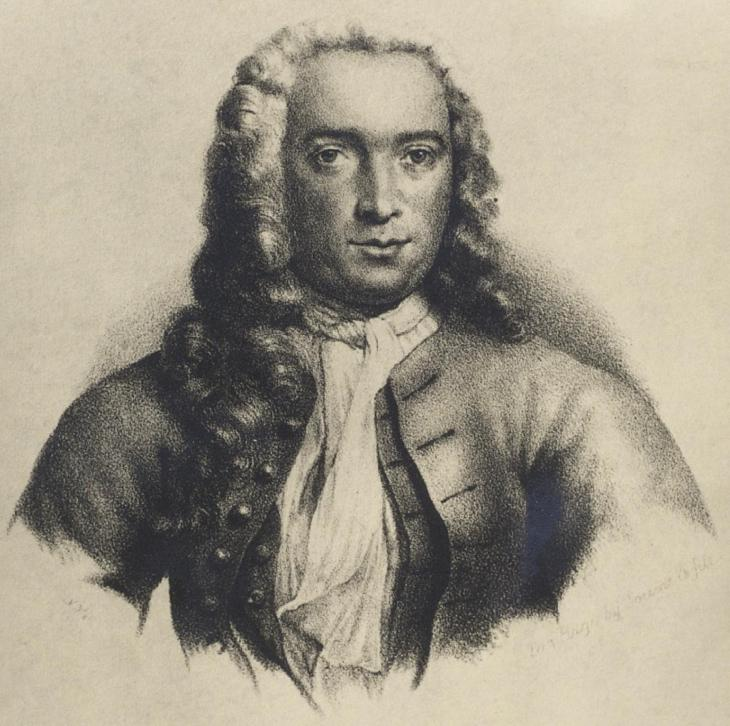
バーマン

ニコラ・ローレンス・バーマン（Nicolaas Laurens Burman、1734年 - 1793年）は、オランダの植物学者である。
父は同じく植物学者のヨハネス・バーマンであり、ニコラは父の後を継いで、アムステルダム大学とアムステルダム植物園で勤めた。彼は、1760年からウプサラ大学で、カール・フォン・リンネに師事した。Specimen botanicum de geraniis（1759年）や後にヨハン・ゲルハルト・ケーニヒによって完成されたFlora Indica（1768年）等の多くの書を著した。